# Pierre IV d'Alexandrie
Pierre IV d'Alexandrie est  patriarche melkite d'Alexandrie de 643/644 à 651.

## Contexte
D'obédience monothélisme, il est condamné par le pape Martin Ier lors du synode du Latran de 649. À la suite de la conquête musulmane de l'Égypte, il est contraint de se réfugier à Constantinople. Selon la Chronique de Théophane le Confesseur, son épiscopat de 10 années se termine en 653/654.